# Дэвис, Гарольд
Га́рольд Дэ́вис (англ. Harold Davis; 10 мая 1933, Купар, Файф — 26 июня 2018, Gairloch) — шотландский футболист и футбольный тренер, играл на позиции флангового полузащитника. Известен по выступлениям за «Рейнджерс», с которым выиграл четыре чемпионских титула.

## Биография

### Ранняя карьера и военная служба
Дэвис начал карьеру в клубе «Ист Файф», где высоко себя зарекомендовал как игрок, но в 1951 году был призван на службу в британскую армию. Дэвис поступил на службу в «Чёрную стражу», одно из пехотных воинских подразделений. После службы в армии Дэвис участвовал в Корейской войне, где в мае 1953 года в сражении получил пулевое ранение в ногу и живот. В течение 10 дней он находился в госпитале без сознания, после чего в течение нескольких месяцев находился в этом госпитале. После выздоровления отправился в Лондон, где ему была проведена операция на брюшной полости.
После операции Дэвис восстанавливался в течение года, но прогнозы врачей были о том, что он не сможет играть в футбол. Несмотря на прогнозы Дэвис решил восстановить физическую форму и продолжал заниматься спортом, что привлекло внимание физиотерапевта Дэвида Киннера, бывшего игрока «Рейнджерс».

### Карьера игрока
В 1956 году Дэвис стал игроком «Рейнджерс», в котором отыграв восемь сезонов, выиграв с командой четыре чемпионских титула, три Кубка шотландской лиги и четыре Кубка Шотландии. Помимо успехов на национальном уровне, в 1961 году в составе «Ренйджерс» Дэвис принимал участие в финале Кубка обладателей кубков, в котором его команда проиграла по сумме двух матчей итальянской «Фиорентине» с общим счётом 4-1.
В 1964 году Дэвис перешёл в «Партик Тисл», в котором отыграл один сезон и завершил карьеру игрока.

### Тренерская карьера
Работал главным тренером клубов «Куинз Парк» (1965—1968) и «Куин оф зе Саут» (1970—1971).

### Смерть
Скончался 26 июня 2018 года в возрасте 85 лет.

## Достижения
«Рейнджерс»
- Чемпион Шотландии (4): 1956/57, 1958/59, 1960/61, 1962/63
- Обладатель Кубка Шотландии (4): 1959/60, 1961/62, 1962/63, 1963/64
- Обладатель Кубка шотландской лиги (3): 1960/61, 1961/62, 1963/64
- Финалист Кубка обладателей кубков УЕФА (1): 1961